# Rattanai Songsangchan
Rattanai Songsangchan (thailändisch รัตนัย ส่องแสงจันทร์, * 10. Juni 1995 in Bangkok), auch als Pure (thailändisch เพียว) bekannt, ist ein thailändischer Fußballspieler.

## Karriere

### Verein
Rattanai Songsangchan erlernte das Fußballspielen beim damaligen Erstligisten Police United in Bangkok. Hier unterschrieb er 2013 auch seinen ersten Profivertrag. Im ersten Jahr wurde er sofort an den Drittligisten Look Isan Thai Airways ausgeliehen. Mit dem Verein wurde er Meister der Regional League Division 2 – Eastern Region. Für Thai Airways absolvierte er 26 Spiele. Nachdem er bis 2015 15 Spiele für Police United absolviert hatte, wechselte er 2016 zum damaligen Zweitligisten Port FC, ebenfalls ein Verein der in Bangkok beheimatet ist. 2016 belegte Port den dritten Platz und stieg somit in die erste Liga, der Thai Premier League, auf. 2019 stand er mit Port im Finale des FA Cup, dass Port mit 1:0 gegen den Erstligisten Ratchaburi Mitr Phol aus Ratchaburi gewann. Nach insgesamt 48 Erstligaspielen wurde sein Vertrag im Sommer 2023 nicht verlängert. Im Juni 2023 unterschrieb er einen Vertrag beim ebenfalls in der ersten Liga spielenden PT Prachuap FC. Am 13. September 2024 wechselte er für ein Spiel per Notfall-Leihrecht zum Ligakonkurrenten Ratchaburi FC. Hier stand er bei der Auswärtsniederlage am 15. September 2024 gegen den Lamphun Warriors FC im Tor. Am 16. September kehrte er nach Prachuap zurück.

### Nationalmannschaft
Von 2013 bis 2014 spielte Rattanai Songsangchan 12 Mal für die thailändische U-19-Nationalmannschaft. Für die U-23 spielte er von 2015 bis 2018 vier Mal.

## Erfolge
Look Isan Thai Airways
- Regional League Division 2 – Eastern Region: 2013

Port FC
- Thailändischer Pokalsieger: 2019